# キランの旅路
『キランの旅路』（マラヤーラム語: സഞ്ചാരം /Sancharam、英: The Journey）は、2004年製作のインドの映画。日本では、2006年の第15回東京国際レズビアン&ゲイ映画祭（7月14日・15日）にて上映された。

## キャスト
- キラン
- デリア
- アマ：KPACラリタ
- アマチ
- ラジャン：シャム・シータル
- キランの母：アンビカー・モハン